# Собор Святого Саввы (Нью-Йорк)
Собор Святого Саввы Сербского (англ. The Serbian Orthodox Cathedral of St. Sava, серб. Саборна Црква Светог Саве) — кафедральный собор Восточноамериканской епархии Сербской православной церкви в Манхэттене (25 West 25th Street; между Бродвеем и Sixth Avenue), в Нью-Йорке, в США. После пожара 1 мая 2016 года богослужения в соборе не проводятся.
У стен собора установлены бюсты епископа Николая (Велимировича), активно участвовавшего в формировании прихода; физиков сербского происхождения Николы Теслы и Михаила Пупина.

## История
Строительство церкви в честь Святой Троицы в неоготическом стиле, возводимой по проекту американского архитектора Ричарда Апджона, продолжалось с 1850 по 1855 годы.
В 1865 году именно в этом храме состоялась первая православная литургия в США. Это было настолько важное событие, что «Нью-Йорк таймс» известила о нём, как о «необычном историческом событии», которое состоялось по случаю инаугурации русско-греческой церкви в Америке.
Помещение церкви предлагалось сербской, русской и греческой православным общинам. В конечном итоге её продали за 30 000 долларов сербcкой общине, существовавшей в Нью-Йорке с 1937 года. Выбор был сделан по нескольким причинам: сербский народ не имел церкви на Восточном побережье, проект поддержал король Пётр II, также сыграли свою роль давние дружеские отношения епископа Николая (Велимировича) с англиканской церковью, особенно его тесные связи с епископом Уильямом Менингом. После перехода в собственность Сербской православной церкви храм был освящён 11 июня 1944 года епископом Дионисием (Миливоевичем) в честь святого Саввы Сербского.
По окончании Второй мировой войны это было единственное место, где сербские эмигранты могли собираться вместе, сохраняя своего веру и национальную самобытность. В то же время это было место для изучения английского языка, незнакомой раньше культуры, и интеграции в новое общество. В церковь регулярно приезжали король в изгнании Пётр II и вся семья Карагеоргиевичей.
В 1960-х годах по соседству с церковью был открыт центральный офис Коммунистической партии США. Он стал объектом нападок антикоммунистов, в период с 1964 по 1972 год у здания произошло шесть взрывов бомб. Один из них, произошедший 4 сентября 1966 года, повредил исторические витражи собора. Позднее витражи были заменены на новые, в византийском стиле.
В 1968 году здание собора было внесено в список охраняемых объектов Манхэттена.

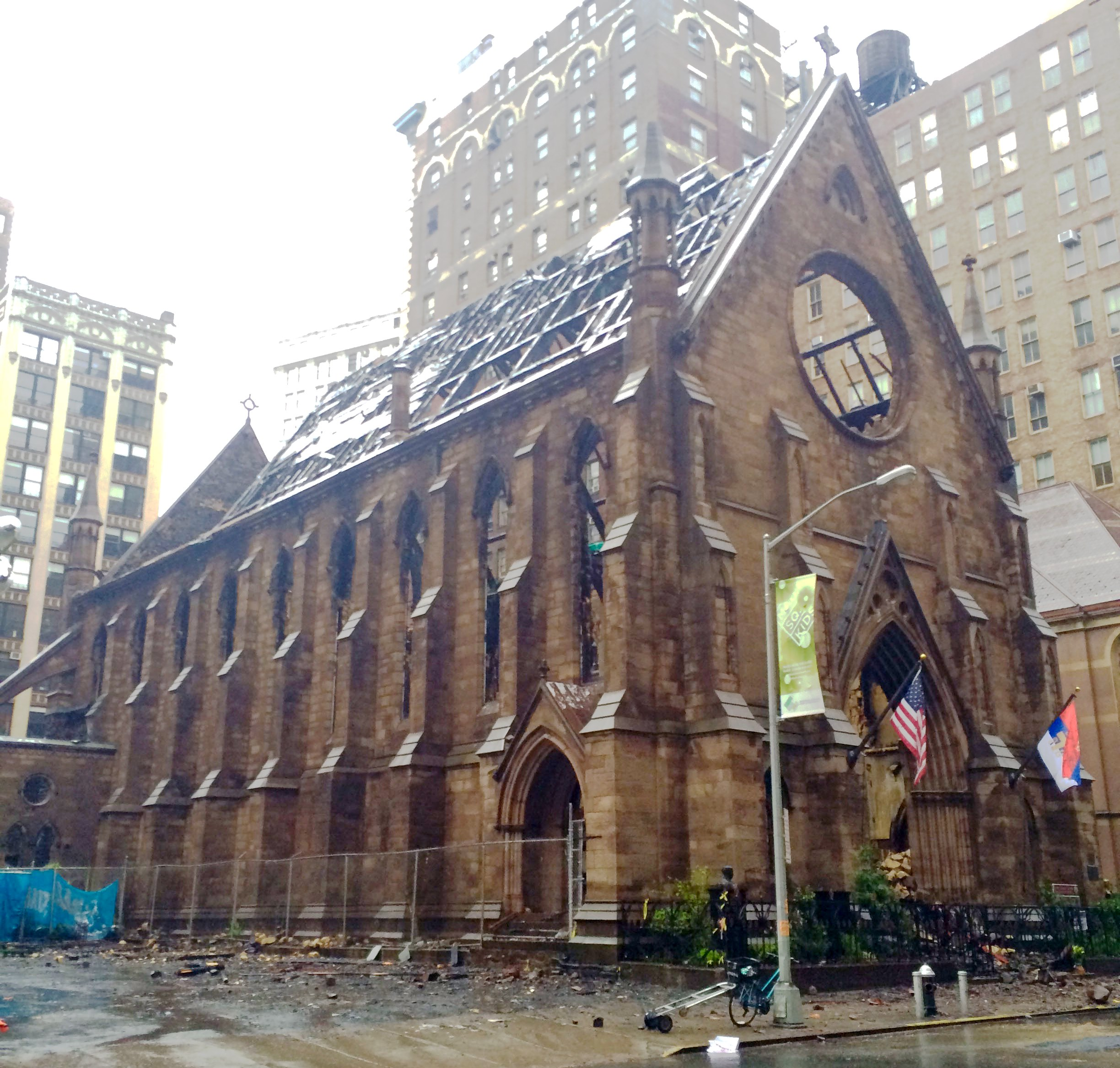
После пожара 2016 года

В октябре 1992 года собор посетил Патриарх Сербский Павел. Это бы первый случай, когда церковную общину в Нью-Йорке посетил православный патриарх.
Вечером 1 мая 2016 года, на Пасху, в соборе произошёл сильнейший пожар в ходе которого полностью сгорела и обрушилась кровля. В связи с этим 15-16 апреля 2017 года на Пасху община собора молилась в помещении Синодального Знаменского собора Русской Зарубежной Церкви. Там же прошло и рождественское богослужение 7 января 2018 года.